# Teología espiritual
La teología espiritual es aquella parte de la teología católica que, a partir de los datos revelados y de la experiencia espiritual de los santos, indaga la vida espiritual: su concepto, los modos de progreso desde los inicios hasta la cumbre de la perfección mística.